# San Francesco di Sales a Via Portuense
San Francesco di Sales a Via Portuense é uma igreja de Roma localizada na Via Portuense, 520, no sul do quartiere Gianicolense. É dedicada a São Francisco de Sales.

## História
Esta igreja foi construída em 1950 para servir ao Istituto di San Francesco di Sales (ISFS), uma escola fundada pelas Filhas de São Francisco de Sales em 1941. Quando a obra começou, a região ainda era praticamente rural. O arquiteto foi Tullio Rossi.
Atualmente ela é uma igreja subsidiária na paróquia de Nostra Signora di Coromoto, mas conta com seu próprio sacerdote.

## Descrição
A igreja é um edifício retangular simples com um telhado inclinado com duas águas e as paredes exteriores pintadas de laranja fosco. No interior, o presbitério tem a mesma largura da nave, mas com o teto mais baixo. Na espinha do telhado, no fundo da igreja, está um pequeno gablete com os sinos.
A fachada é simples, com um dossel em forma de "V" invertido ocupando toda a largura. Sobre ele a parede está pintada numa faixa também no formato de um "V" invertido pareando o dossel, mas de cor laranja mais clara. No vértice deste faixa está uma janela redonda com uma larga moldura pintada na mesma cor.